# Agnes Strickland
Agnes Strickland (19 de agosto de 1796-8 de julio de 1874) fue una historiadora y poeta inglesa.

## Biografía
Hija de Thomas Strickland de Reydon Hall, Suffolk, Agnes fue educada por su padre, y comenzó su carrera literaria con un poema, Worcester Field (Campo de Worcester), luego le siguió The Seven Ages of Woman (Las Siete Edades de la Mujer) y Demetrius. Abandonando la poesía, produjo, entre otros trabajos,, Historical Tales of Illustrious British Children (1833), The Pilgrims of Walsingham (1835), Tales and Stories from History (1836). Sin embargo sus obras principales fueron Lives of the Queens of England from the Norman Conquest, and Lives of the Queens of Scotland, and English Princesses, etc.. (8 vols., 1850–1859), Lives of the Bachelor Kings of England (1861), y Letters of Mary Queen of Scots, en las cuales fue asistida por su hermana Elisabeth. Las investigaciones de Strickland fueron serias y minuciosas, y sus trabajos constituyen una fuente todavía muy útil, sin embargo no ha ejercido la objetividad a la que aspiran los historiadores modernos. La mayoría de las investigaciones históricas y de los escritos de las hermanas Strickland realmente fueron realizadas por Elisabeth. Sin embargo, Elisabeth evitó toda la publicidad y Agnes se presentó como la autora. 
Otras dos hermanas de Agnes también fueron escritoras, Susanna Moodie y Catharine Parr Traill, quienes son conocidas por sus trabajos sobre los pioneros del antiguo Canadá, donde emigraron sus maridos en 1832.

## Obras

### Biografías
- Lives of the Queens of England. 12 vols., 1840–1848
- The Letters of Mary Queen of Scots. 1842-1843
- Lives of the Queens of Scotland and English Princesses Connected with the Regal Succession of Great Britain. 8 Vols., 1851–1859
- Lives of the Bachelor Kings of England. 1861
- The Lives of the Seven Bishops Committed to the Tower in 1688. Enriched and Illustrated with Personal Letters, Now First Published, from the Bodleian Library. 1866
- Lives of the Tudor Princesses, Including Lady Jane Gray and Her Sisters. 1868
- Lives of the Last Four Princesses of the Royal House of Stuart. 1872

### Libros para niños
- The Moss-House: In Which Many of the Works of Nature Are Rendered a Source of Amusement to Children. 1822
- The Tell-Tell. 1823
- The Aviary; Or, An Agreeable Visit. Intended for Children. 1824
- The Use of Sight: Or, I Wish I Were Julia : Intended for the Amusement and Instruction of Children. 1824
- The Little Tradesman, or, A Peep into English Industry. 1824
- The Young Emigrant. 1826
- The Rival Crusoes, or, The Shipwreck: Also A Voyage to Norway; and The Fisherman's Cottage : Founded on Facts. 1826
- The Juvenile Forget Me Not; Or, Cabinet of Entertainment and Instruction. 1827
- Historic Tales of Illustrious British Children. 1833
- Tales of the School Room. 1835
- Tales and Stories From History. 1836
- Alda, the British Captive. 1841